# Фабјен Сутер
Фабјен Сутер (фр. Fabienne Suter; Сател, Швајцарска 5. јануар 1985) је швајцарска алпска скијашица, специјалиста за супервелеслалом, велеслалом и спуст. Професионална скијашица од 2001.
Талентована скијашица коју су кроз читаву каријеру пратили проблеми са повредама. На Светском првенству у алпском скијању 2003. у Санкт Морицу у првој вожњи велеслалома је пала и тешко се повредила. У такмичења за Светски куп враћа се тек у сезони 2006/07. Иако је на Светском првенству 2007. у Ореу. имала високе стартне бројеве, у велеслалому се пласирала на 13. место, а у супервелеслалому на 11. Њен највећи успех је бронзана медаља у екипном такмичењу нација на Светском првенству у алпском скијању 2007. у Ореу. На Светском првенству 2009. у Вал д'Изеру пласирала се на осмо место у комбинацији..
На Зимским олимпијским играма 2010. у Ванкуверу била је четврта у велеслалому, пета у спусту, шеста у комбинацији и 13. у супервелеслалому.

## Резултати

### Зимске олимпијске игре
| Дисциплина / ЗОИ   | Ванкувер 2010 |
| Спуст              | 5             |
| Алпска комбинација | 6             |
| Супервелеслалом    | 13            |
| Велеслалом         | 4             |

### Светско првенство
| Дисциплина / Светско првенство | 2003. Санкт Мориц | 2007. Оре | 2009. Вал д'Изер |
| Спуст                          | -                 | -         | 17               |
| Супервелеслалом                | -                 | 11        | 11               |
| Велеслалом                     | Од.               | 13        | -                |
| Алпска комбинација             | -                 | -         | 8                |

### Светски куп
- Најбољи укупни пласман: 7. место 2009. и 2010.
- 19 победничких постоља са 4 победе у каријери (3 у супервелеслалому, 1 у спусту).

#### Пласмани у светском купу
| Година/Пласмани | Година/Пласмани | Укупно | Укупно | Спуст | Спуст  | Супервелеслалом | Супервелеслалом | Велеслалом | Велеслалом | Слалом | Слалом | Комбинација | Комбинација |
| --------------- | --------------- | ------ | ------ | ----- | ------ | --------------- | --------------- | ---------- | ---------- | ------ | ------ | ----------- | ----------- |
| Година/Пласмани | Година/Пласмани | Место  | Бодови | Место | Бодови | Место           | Бодови          | Место      | Бодови     | Место  | Бодови | Место       | Бодови      |
| 2002/03.        | 2002/03.        | 110    | 6      | -     | -      | -               | -               | 48         | 6          | -      | -      | -           | -           |
| 2006/07.        | 2006/07.        | 95     | 40     | -     | -      | 36              | 31              | 46         | 9          | -      | -      | -           | -           |
| 2007/08.        | 2007/08.        | 21     | 357    | 35    | 36     | 3               | 305             | 35         | 16         | -      | -      | -           | -           |
| 2008/09.        | 2008/09.        | 7      | 797    | 8     | 194    | 3               | 408             | 20         | 87         | -      | -      | 6           | 108         |
| 2009/10.        | 2009/10.        | 7      | 568    | 7     | 200    | 4               | 266             | 27         | 42         | -      | -      | 6           | 60          |
| 2010/11.        | 2010/11.        | 18     | 384    | 15    | 143    | 12              | 129             | 31         | 40         | -      | -      | 13          | 51          |

## Победе у Светском купу
| Датум             | Место            | Трка            |
| ----------------- | ---------------- | --------------- |
| 10. фебруар 2008. | Сестријере       | Супервелеслалом |
| 13. март 2008.    | Бормио           | Супервелеслалом |
| 27. фебруар 2009. | Банско           | Спуст           |
| 8. јануар 2012.   | Бад Клајнкирхајм | Супервелеслалом |